# Georg Ludwig Spalding
Georg Ludwig Spalding est un philologue prussien, fils du théologien Johann Joachim Spalding, né à Barth en 1702 et mort en 1811. 

## Biographie
Spalding fut précepteur des enfants du prince Ferdinand de Prusse, puis professeur au gymnase de Berlin. Il s’est fait particulièrement connaître par une excellente édition de Quintilien, à laquelle il se consacra sans relâche pendant dix-neuf ans et qu’il ne put achever avant de mourir. Cette remarquable édition a été imprimée à Leipzig (1708-1816, 4 vol. in-8°).

## Source
- « Georg Ludwig Spalding », dans Pierre Larousse, Grand dictionnaire universel du XIXe siècle, Paris, Administration du grand dictionnaire universel, 15 vol., 1863-1890 [détail des éditions].